# Захарово (Судогодский район)
Захарово — деревня в Судогодском районе Владимирской области, входит в состав Головинского сельского поселения.

## География
Деревня расположена в 11 км на северо-восток от центра поселения посёлка Головино и в 21 км на северо-запад от райцентра города Судогда, близ автодороги Р-132 «Золотое кольцо».

## История
В конце XIX — начале XX века деревня входила в состав Погребищенской волости Владимирского уезда, с 1926 года — в составе Улыбышевской волости.
В 1859 году в деревне числилось 25 дворов, в 1905 году — 42 двора, в 1926 году — 68 хозяйств, с/х кооператив и начальная школа.
С 1929 года деревня входила с состав Головинского сельсовета Владимирского района, с 1965 года — Судогодского района, с 2005 года — в составе Головинского сельского поселения.

## Население
| 1859 | 1905 | 1926 | 2002 | 2010 | 2021 |
| ---- | ---- | ---- | ---- | ---- | ---- |
| 152  | ↗522 | ↘316 | ↘81  | ↘74  | →74  |